# Песенко, Юрий Андреевич
Ю́рий Андре́евич Песе́нко (18 октября 1944, Ленинград — 23 сентября 2007, Санкт-Петербург) — советский и российский энтомолог, специалист по систематике пчелиных. Занимался разработкой количественных методов экологических и биогеографических исследований. Доктор биологических наук (1992).

## Биография
Родился 18 октября 1944 в Ленинграде. С 1961 по 1969 год учился на биолого-почвенный факультете Ростовского государственного университета. Учёба на три года была прервана службой в армии, проходившей в ГДР. После окончания вуза в течение одного года работает инспектором Ростовской областной станции по карантину растений. В 1970 году стал аспирантом ВИЗР. В мае 1973 защищает кандидатскую диссертацию на тему: «Пчелиные (Hymenoptera, Apoidea) Нижнего Дона: (Фауна, трофические связи, биоценология)». В 1973 принят на работу в лабораторию систематики насекомых Зоологическом институте на должность младшего научного сотрудника. В 1989 года становится старшим научным сотрудником, в 1992 года утверждён ведущим научным сотрудником. В сентябре 1992 года состоялась защита докторской диссертации на тему: «Методологический анализ систематики и эколого-фаунистических исследований на основе изучения перепончатокрылых насекомых надсемейства Apoidea». Умер 23 сентября 2007 в Санкт-Петербурге

## Научные достижения
Известность у большого круга зоологов Песенко принесли публикации использованию по количественных методов в фаунистике и зоогеографии. Разработана оригинальная методика изучения биогеоценотических связей пчёл с использованием статистического анализа. Для количественной характеристики зооценозов предложена пятибалльная логарифмическая шкала оценки обилия животных. Им усовершенствован метод определения полного числа видов в локальной фауне. Песенко был признанным крупным специалистом по систематике и экологии пчелиных, описавший 115 новых таксонов этой группы насекомых. Участвовал во многих экспедициях на Северный Кавказ, Закавказье, Украину, Казахстан, Среднюю Азию, Сибирь и Дальний Восток. Совместно с В. Г. Радченко предложил гипотезу ранней эволюции пчелиных. Разрабатывал теоретические вопросы зоологической систематики и филогении. Под руководством Песенко защищены пять кандидатских диссертаций.

## Избранные публикации
Юрий Андреевич Песенко автор 139 публикаций в том числе:
- Песенко Ю. А. Номограмма для распределения видов животных по классам относительного обилия, построенная на основе пятибалльной логарифмической шкалы // Зоологический журнал : Журнал. — 1972. — Т. 51, № 12. — С. 1875—1878. — ISSN 0044-5134.
- Песенко Ю. А. К методике количественных учетов насекомых-опылителей // Экология : Журнал. — 1972. — № 1. — С. 89—95. — ISSN 0367-0597.
- Песенко Ю. А. О биоценологическом направлении в исследованиях по экологии опыления зоофильных растений // Журнал общей биологии : Журнал. — 1974. — Т. 35, № 4. — С. 507—517. — ISSN 0044-4596.
- Песенко Ю. А. Определение полного числа видов в локальной фауне (флоре) // Зоологический журнал : журнал. — 1974. — Т. 53, № 3. — С. 449—453. — ISSN 0044-5134.
- Песенко Ю. А. Применение показателей сходства для анализа тесноты биоценотической связи между компонентами экосистемы (на примере исследования корреляций между составом населения пчелиных-опылителей и энтомофильными растениями) // Экология : журнал. — 1976. — № 2. — С. 7—12. — ISSN 367-0597.
- Песенко Ю. А. Концепция видового разнообразия и индексы, его измеряющие // Журнал общей биологии : журнал. — 1978. — Т. 39, № 3. — С. 380—393. — ISSN 0044-4596.
- Песенко Ю. А. Люцерновая пчела-листорез Megachile rotundata и ее разведение для опыления люцерны. — Ленинград: Наука, 1982. — 136 с.
- Песенко Ю. А. Принципы и методы количественного анализа в фаунистических исследованиях. — Москва: Наука, 1982. — 287 с. — 1900 экз.
- Песенко Ю. А. Пчелиные — галактиды (Halictidae). Подсем. Halictinae. Триба Nomioidini. (в объёме фауны Палеарктики) // Фауна СССР. Насекомые перепончатокрылые. — Л.: Наука, 1983. — Т. 17, вып. 1. — 199 с. — (Новая серия № 129).
- Песенко Ю. А. Концепция видового разнообразия и индексы, его измеряющие // Журнал общей биологии : журнал. — 1978. — Т. 39, № 3. — С. 380—393. — ISSN 0044-4596.
- Песенко Ю. А. Методологический анализ систематики. I. Постановка проблемы, основные таксономические школы // Труды Зоологического Института АН СССР : журнал. — 1989. — Т. 206. — С. 8–119. — ISSN 0206-0477.
- Песенко Ю. А. Методологический анализ систематики. II. Филогенетические реконструкции как научные гипотезы // Труды Зоологического Института АН СССР : журнал. — 1991. — Т. 234. — С. 61–155. — ISSN 0206-0477.
- Песенко Ю. А. О фуражировочном поведении пчел (Hymenoptera, Apoidea) и их коэволюции с цветковыми растениями // Журнал общей биологии : Журнал. — 1995. — Т. 56, № 6. — С. 748—761. — ISSN 0044-4596.
- Радченко В. Г., Песенко Ю. А. Биология пчел (Hymenoptera, Apoidea) / Под редакцией Г. С. Медведева. — Санкт-Петербург: Наука, 1994. — 350 с. — 600 экз. Архивировано 19 июня 2018 года.
- Pesenko Yu. A., Banaszak J., Radchenko V. G. & Cierzniak T. Bees of the family Halictidae (excluding Sphecodes) of Poland: taxonomy, ecology, bionomics.. — Bydgoszcz: Pedagogical Univ., 2000. — 350 с. — 348 p. — ISBN 83-7096-339-0.

## Таксоны названные в честь Песенко
В честь Песенко назывны шесть видов перепончатокрылых:
- Andrena pesenkoi Osytshnjuk, 1984 Andrenidae[3]
- Nomada pesenkoi Schwarz, 1987 Apidae[4]
- Chelonus pesenkoi (Tobias, 2001) Braconidae[5]
- Hylaeus pesenkoi Proshchalykin & Dathe, 2016 Colletidae[6]
- Colletes pesenkoi Kuhlmann & Proshchalykin, 2013 Colletidae[7]
- Phradis pesenkoi Khalaim, 2007 Ichneumonidae[8]